# Puchar Kosowa w piłce nożnej mężczyzn (2020/2021)
Puchar Kosowa w sezonie 2020/2021 broni zespół FC Prishtina.

## Pierwsza runda
Pary tej rundy zostały wylosowane 26 października 2020. W rundzie bierze udział 10 drużyn z Liga e Dytë i Liga e Tretë.
| Drużyna 1          | Wynik        | Drużyna 2   |
| ------------------ | ------------ | ----------- |
| Sharri             | 5:2          | Opoja       |
| Lidhja e Prizrenit | 1:1 (k. 1:3) | Mati        |
| Australia          | 5:1          | Tefik Canga |
| Kosova Prisztina   | 1:0          | Vjosa       |
| Korenica           | 0:2          | Prizreni    |